# Estrelský pastevecký pes
Estrelský pastevecký pes (portugalsky: Cão da Serra da Estrela [kau da sera da eštrela], anglicky: Estrela Mountain Dog) je psí plemeno původem z Portugalska, kde se využíval k ochraně stád před vlky a zloději. Dnes se převážně využívá jako hlídací pes. Do České republiky byl poprvé přivezen v roce 2001, patří tedy k nejméně rozšířeným plemenům. Vyskytuje se ve dvou verzích: dlouhosrsté a hladkosrsté. Dlouhosrstá varianta je více populární.

## Historie
Pochází z Portugalska z pohoří Serra da Estrela. Toto plemeno je známé již od středověku, je tedy velmi staré, dokonce patří mezi nejstarší plemena na Iberském poloostrově, avšak jeho přesný původ se nedá zjistit. Pravděpodobně vznikl křížením se španělským mastinem. Hlavním využitím v oné době bylo hlídání stád ovcí před šelmami, jako jsou vlci nebo medvědi. Takové psí plemeno muselo být silné, zdatné, muselo dokázat ujít i desítky km a takový estrelský pastevecký pes skutečně je. Většina pastýřů svým psům dávala na krk speciální obojky s dlouhými hřeby, které vystupovaly směrem ven. Důvodem bylo to, že vlci zabíjejí své kořisti protržením tepny v krku a před tím měl chránit tento obojek.
Přestože je plemeno tak staré, na veřejnosti se začne objevovat až v 19. století.

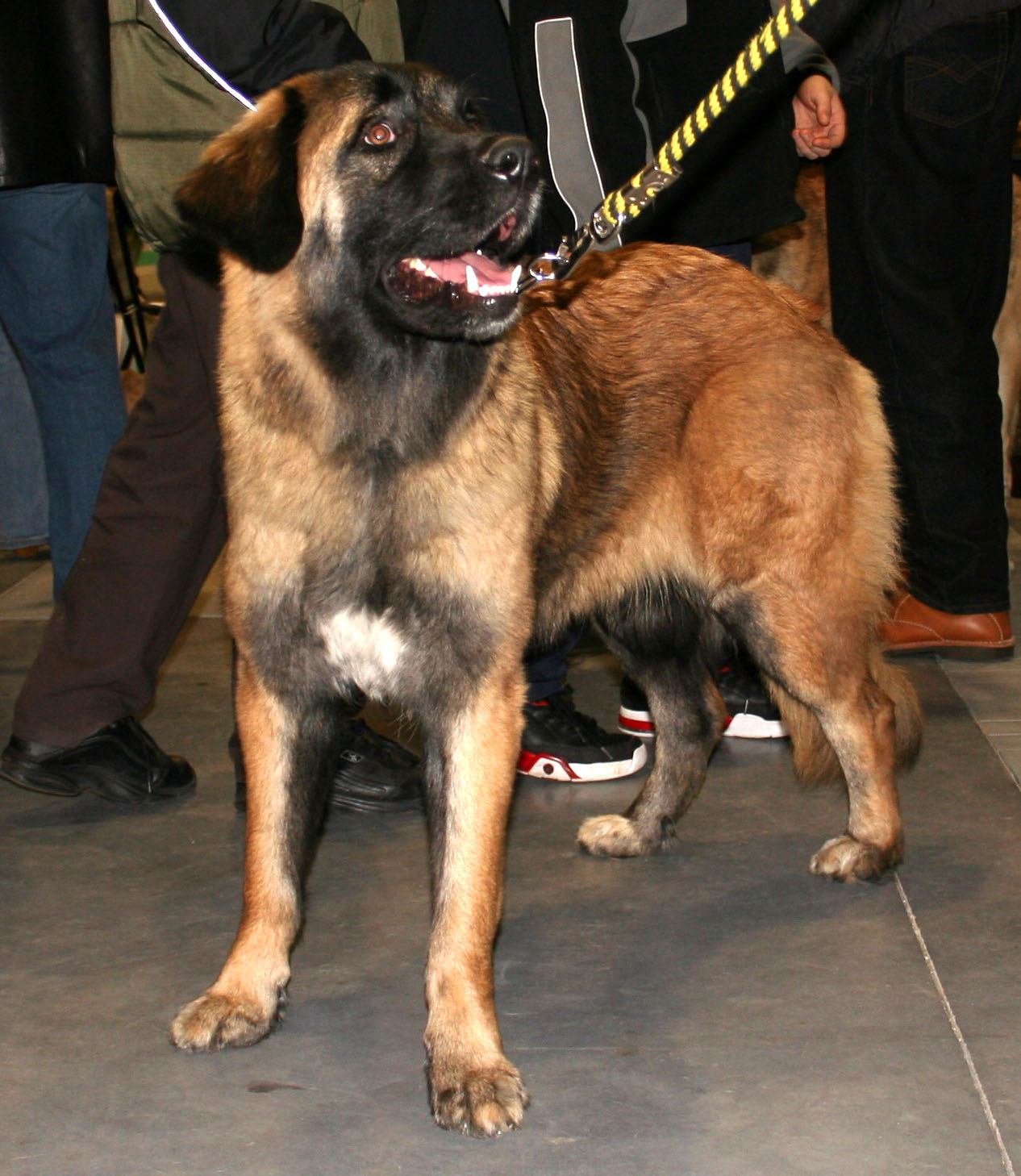

## Popis
Velký, silný pes s pevnou stavbou těla. Hlava je velká se silnými čelistmi. Ocas má bohatě osrstěný, vysoko nasazený, sahající až k hleznům, na konci je zlehka ohnutý. Jak již bylo napsáno, existují dvě varianty (dlouhosrstá a hladkosrstá), přičemž dlouhosrstá je častější. Srst je silná, hustá, dokonale izoluje před chladným počasím. Krycí srst je delší a tmavší než podsada. Vyskytuje se v různých odstínech plavé, vlkošedé a žluté, přípustné jsou i jednobarevné varianty s bílými znaky.
Váha
Psi: 40 – 50 kg
Feny: 30 – 40 kg

## Povaha a využití
Estrelský pastevecký pes je silný, klidný a bystrý. Vyznačuje se sebevědomým chováním, budícím respekt. Je velmi inteligentní, ale možný chovatel musí být dominantní a měl by umět zacházet s velkými a dominantními psy. Naproti tomu estrelský pastevecký pes není nevděčný; je bezmezně oddán své rodině a chrání ji za každou cenu. Vůči cizím není agresivní, ale je odtažitý a ostražitý, vždy připravený bránit majetek. Má rád děti a je velmi nedůvěřivý k cizím lidem. Toto psí plemeno je také obecně známé i svojí láskou k vodě, díky které by se dalo přirovnat k retrívrům.
Dříve se používal hlavně jako ochránce stád. Dnes je to hlavně hlídací pes, občas se využívá jako tažný pes. V Portugalsku se využívají i jako služební psi. Dále se pak využívá k lovu divokých prasat, vlků a vysoké zvěře. Je to také výborný společník.

## Péče a zdraví
Estrelský pastevecký pes potřebuje mnoho pohybu a prostoru. V našich podmínkách nepotřebují žádné zvláštní ubytování, srst ho ochrání před chladem i jiným nepříznivým počasím. Srst je samočisticí, takže při zašpinění stačí nechat zaschnout a pak lehce vyčesat. V období línání (na jaře a na podzim) je samozřejmě nutné vyčesávat častěji. 
Je to poměrně zdravé plemeno, ale jako většina molossoidních psů může trpět dysplazií kyčelního kloubu, kterou většinou způsobuje veliká zátěž na kyčelní klouby. Nejčastěji se jedná o to, že ve štěněcím období měl pes příliš pohybu nebo je dospělý pes obézní. Jedinci s tímto onemocněním jsou vyřazení z chovu, i když průkaz původu jim zůstává.